# Sandgrynnan (vid Töjby, Närpes)
Sandgrynnan är en ö i Finland. Den ligger i Bottenhavet och i kommunen Närpes i landskapet Österbotten, i den västra delen av landet. Ön ligger omkring 58 kilometer sydväst om Vasa och omkring 350 kilometer nordväst om Helsingfors.
Öns area är 1 hektar och dess största längd är 170 meter i sydöst-nordvästlig riktning. Närmaste större samhälle är Korsnäs, 15,0 km nordost om Sandgrynnan.